# Przemysław Tomalski
Przemysław Tomalski (ur. 24 grudnia 1982) – polski psycholog, kognitywista, naukowiec.

## Życiorys
W 2005 ukończył psychologię na Uniwersytecie Warszawskim, broniąc pracę magisterską Nietypowe rodziny. O dzieciach par gejów i lesbijek z perspektywy teorii przywiązania (promotorka – Marina Zalewska). W 2009 doktoryzował się z psychologii na Uniwersytecie Londyńskim, przedstawiając dysertację Rapid orienting to faces and its neural basis (promotorzy – Mark H. Johnson, Gergely Csibra). W 2016 został doktorem habilitowanym nauk społecznych, dyscyplina – psychologia, na podstawie dzieła Poznawcze i mózgowe mechanizmy audiowizualnej percepcji dźwięków mowy. Poszukiwania predyktorów rozwoju językowego.
Zawodowo związany z Uniwersytetem Londyńskim (2006–2008), University of East London (2009–2012), Wydziałem Psychologii UW (od 2012), w tym jako założyciel i kierownik Pracowni Neurokognitywistyki Rozwojowej (od 2013) oraz Instytutem Psychologii Polskiej Akademii Nauk, w tym jako kierownik Pracowni Neurokognitywistyki Rozwoju.
W okresie szkolnym stypendysta Krajowego Funduszu na rzecz Dzieci. Później członek Rady Funduszu.

## Publikacje książkowe
- Przemysław Tomalski: Nietypowe rodziny : o parach lesbijek i gejów oraz ich dzieciach z perspektywy teorii przywiązania. Warszawa: Wydawnictwa Uniwersytetu Warszawskiego, 2007, s. 149. ISBN 978-83-235-0219-7.